# Hilcrhyme TOUR 2010「リサイタル」
『Hilcrhyme TOUR 2010「リサイタル」』（ヒルクライム ツアー 2010 リサイタル）は、2010年6月2日にユニバーサルJから発売されたHilcrhymeの映像作品である。

## 概要
Hilcrhyme初の映像作品。チケットが全公演即日完売した初のワンマンツアー Hilcrhyme TOUR 2010「リサイタル」で初ホールライブとなった、新潟テルサでの公演の模様を収録。

## 収録曲
1. 〜OPENING〜
2. リサイタル〜ヒルクライム交響楽団 作品第1番変ヒ短調〜
3. チャイルドプレイ
4. もうバイバイ
5. 雨天
6. LAMP LIGHT
7. RIDERS HIGH
8. 射程圏内 feat.SUNSQRITT
9. Please Cry
10. イバラの道 feat.BOXER
11. East Area
12. Little Samba〜情熱の金曜日〜
13. ♪メリーゴーラン♪
14. ツボミ
15. 純也と真菜実
16. 春夏秋冬
17. My Place